# Versunkener Riese

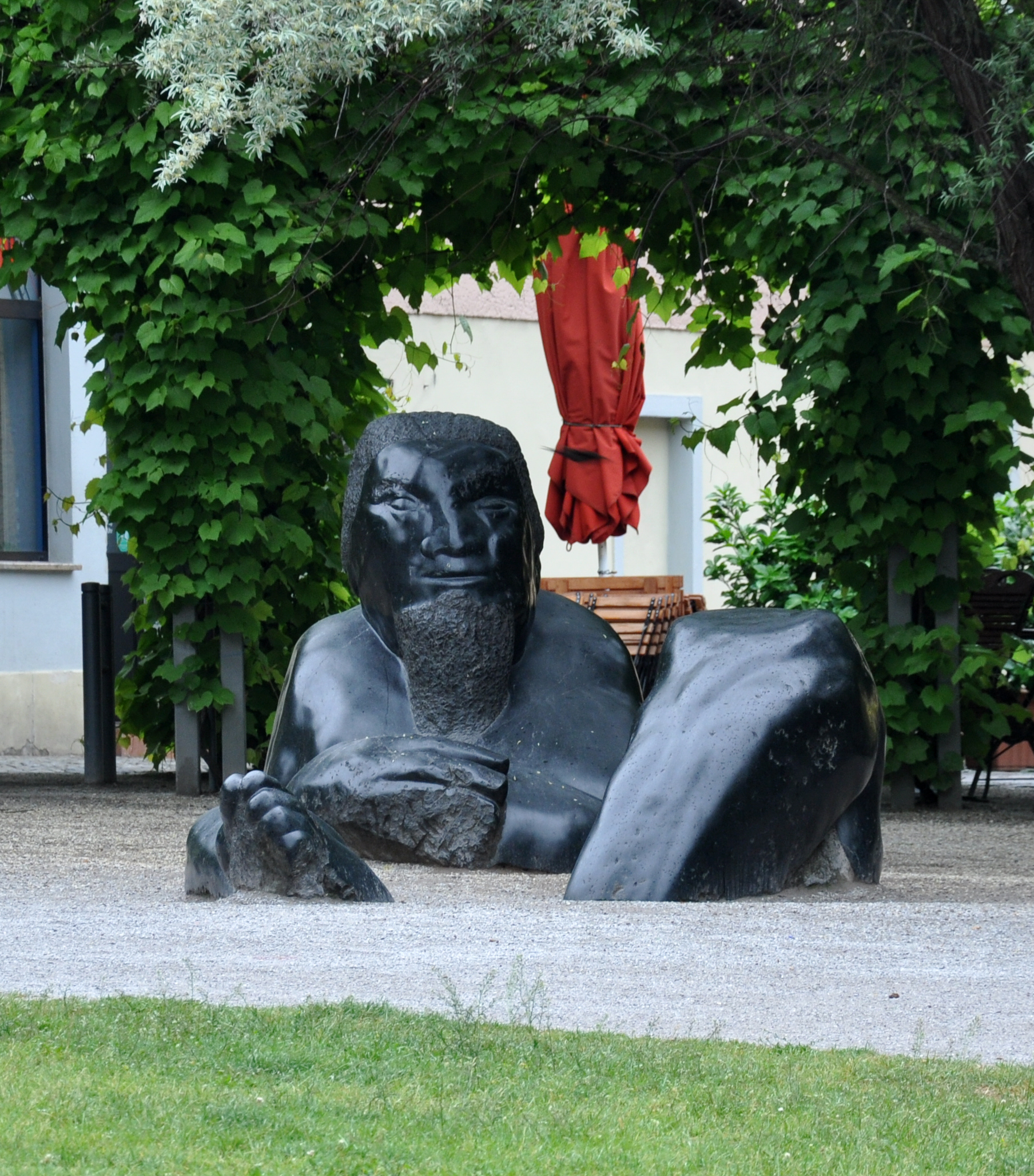
Versunkener Riese auf dem Frauenplan

Im Jahr 1992 wurde Versunkener Riese auf dem Frauenplan nahe dem Goethehaus in Weimar durch den Bildhauer Walter Sachs geschaffen und dort „vergraben“. Er ist sitzend dargestellt. Zu sehen ist sein Kopf bis zur Brust, das linke angewinkelte Knie und der rechte Fuß. Er hat die Höhe von 175 cm. Die hochglanzpolierte Plastik ist aus dem vulkanischen Gestein Pikrit von tiefschwarzer Farbe gearbeitet. Ein Bezug zu einer Mythologie lässt sich nicht feststellen. In Wahrheit besteht diese Plastik aus drei einzelnen großen Steinen, die flach auf den Boden gelegt wurden.
Der Riese wirkt seiner Gestalt nach trotz seiner Größe nicht zum Fürchten, eher friedlich, und wird oft von Kindern besucht. Dabei dient das angewinkelte Knie den Kindern als Rutsche. Er ist prägend für das Stadtbild in Weimar insbesondere für den Frauenplan. Zudem ist er Mittelpunkt des dortigen Spielplatztreffs.
Neben dem „Riesen“ besteht seit 2007 im öffentlichen Raum Weimars Sachs’ Installation des Wasserspiels „Spucken und Schlucken“. Auch "Brücke über Sand" von 2014 ließe sich nennen.